# UTC−10
UTC -10:00 é o fuso onde o horário local é contado a partir de menos dez horas do horário do Meridiano de Greenwich. 
Longitude ao meio: 150º 00' 00" O
Este fuso horário é usado por:
- Estados Unidos:
  -  Alasca: 
    - Ilhas Aleutas

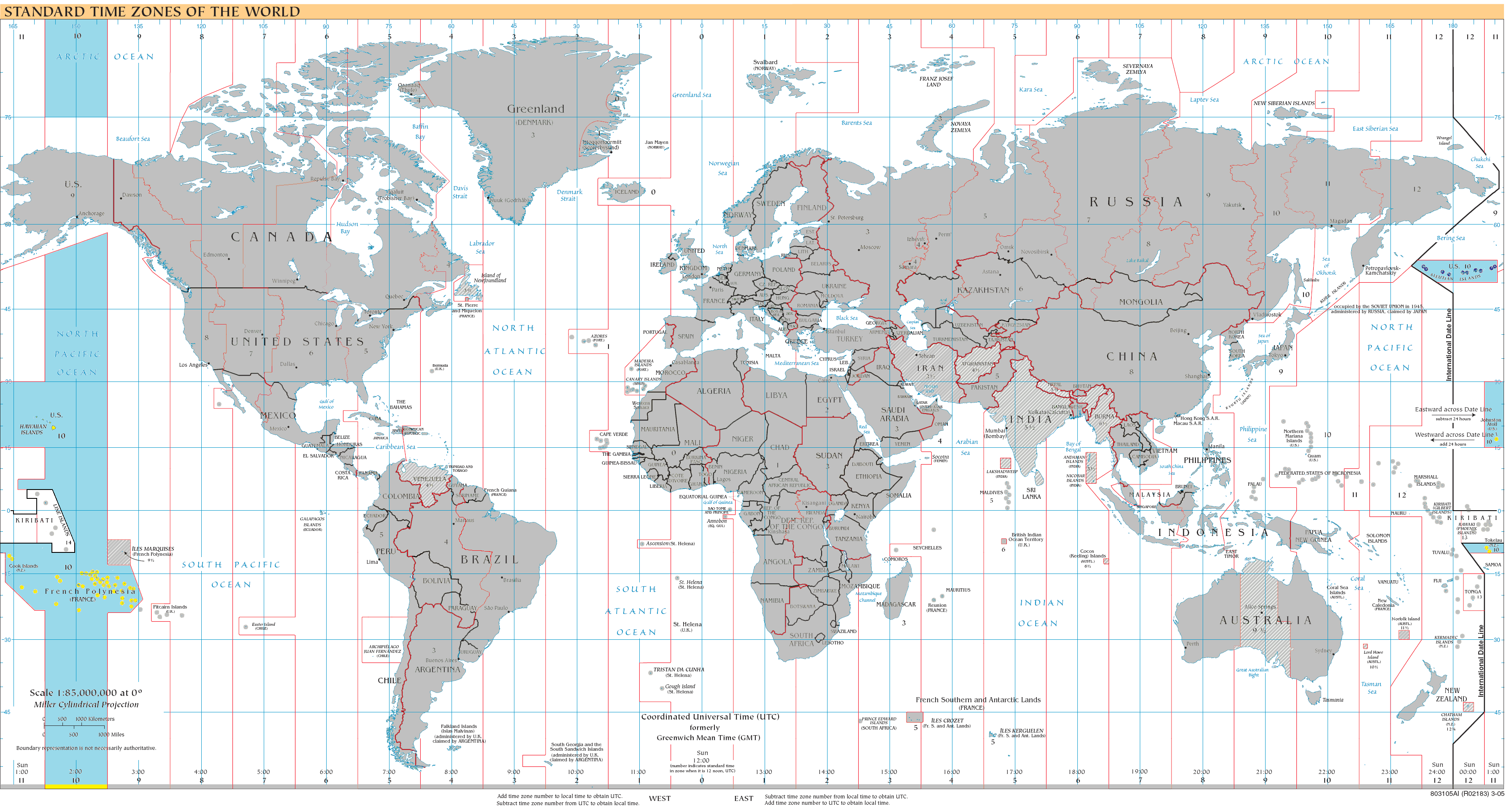
Mapa de 2008 contendo as variações de tempo de acordo com a longitude, com a UTC-10:00 em destaque.

  - Ilhas Menores Distantes dos Estados Unidos:
    -  Atol Johnston

  -  Havaí
- França:
  -  Polinésia Francesa:
    - Arquipélago Tuamotu
    - Ilhas da Sociedade
    - Taiti
    - Ilhas de Tubuai
- Nova Zelândia:
  -  Ilhas Cook